# Ormiophasia tavassosi
Ormiophasia tavassosi là một loài ruồi trong họ Tachinidae.